# Hans Raithel
Hans Raithel (eigentlich Johannes Raithel; * 31. März 1864 in Benk, heute Gemeindeteil von Bindlach; † 26. September 1939 ebenda) war ein deutscher Heimatdichter, Schriftsteller und Gymnasialprofessor, der auch unter dem Pseudonym Peter Michel veröffentlichte.

## Biographie
Hans Raithel war der jüngere Sohn des Bauern Friedrich Raithel und seiner Gattin Anna-Margarete, die gemeinsam den sogenannten Lettenhof bewirtschafteten. Als Hans Raithel drei Jahre alt war, verloren er und sein 13 Jahre älterer Bruder die Mutter, die auf dem Felde von einem Gewitterblitz getroffen wurde. Ein Jahr nach dem Unglück heiratete sein Vater wieder. 1870 wurde Hans Raithel eingeschult. Obwohl er von seinem Vater als Nachfolger für den Lettenhof bestimmt war, wollte er Pfarrer werden und wurde diesbezüglich von seiner Stiefmutter, Verwandten und dem Dorfpfarrer unterstützt, der auch Lehrer an der Dorfschule war. Dass sein Vater letztlich einlenkte, beschreibt Raithel selbst als Folge einer missglückten Ausfahrt mit dem Ochsengespann seinerseits, worauf ihn sein Vater als Bauern ungeeignet einstufte. Nach dem Besuch der vorbereitenden Schule von April bis Juli 1874 bestand er die Aufnahmeprüfung für die Lateinschule und das Gymnasium in Bayreuth. 1883 absolvierte er das Abitur, verwarf den Wunsch, Pfarrer zu werden, und nahm an der Ludwig-Maximilians-Universität München das Studium der Philosophie und neueren Sprachen auf, das er ein Semester lang an der Berliner Friedrich-Wilhelms-Universität und dann an der Philipps-Universität Marburg fortsetzte. Hier wurde er im Wintersemester 1884/85 Mitglied des Akademischen Vereins für Studierende der Neueren Philologie, seit 1925 Marburger Burschenschaft Rheinfranken. Während des Studiums war er auch Redakteur der Kneipp-Zeitung des Vereins. Nach dem Examen für Französisch, Englisch und Deutsch für alle Klassen im Jahr 1888 folgten Studienreisen nach Frankreich, England und Nordamerika. 1894 trat er dem Verein Berliner Presse bei. Den Beruf des Lehrers übte er zunächst auf Grund einer Erkrankung nicht aus, lebte wechselweise in der Region Bayreuth, in München, Wien und Berlin und wandte sich der Literatur, Geschichte, Philosophie und der spanischen Sprache zu. Nachdem sich sein Leiden infolge einer Diätkur um das Jahr 1900 besserte, trat er kurzfristig eine Anstellung in München an einer privaten Lehranstalt an, ging dann an die städtische Oberrealschule in Oldenburg und auf Anraten seiner Ärzte wegen seines Kopfleidens an das höher gelegene Realgymnasium in Lüdenscheid, wo er bis 1924 tätig war. Den Ruhestand verbrachte er in Bayreuth.
In Lüdenscheid ist ein Platz und in Bayreuth eine Straße nach ihm benannt.

## Werke
- Der Schusterhans und seine drei Gesponsen Eine Dorfgeschichte. C. F. Amelangs Verlag, Leipzig 1915.
- Annamaig. Eine Dorfgeschichte aus dem Bayreuther Land. V. Hase & Köhler, Leipzig 1925.